# Irske regeringsbygninger
Irske Regeringsbygninger (engelsk: Irish Government Buildings; irsk: Tithe an Rialtais) er en regeringsbygning i det centrale Dublin i Irland, hvor flere nøgleembeder for den irske regering har til huse. Bygningen er en stor edwardiansk bygning, der ligger på Merrion Street, med en gårdhave omsluttet af fire længer,. Blandt de vigtigste statsfunktioner, der har til huse er Departementet for Taoiseach, Rådskammeret, Kammeradvokaten og Finansministeriet. Den del af bygningen der tidligere var det kongelige videnskabsakademi i Dublin, har siden 1922 huset sædet for den irske regering.

## Oprindelse
Bygningen, der skulle blive Irlands regeringsbygning, var den sidste store offentlige bygning, som blev bygget i Irland under britisk styre. Grundstenen til bygningen blev lagt af kong Edvard 7. i 1904. Mange af de georgianske huse, der lå på stedet blev spektakulært knust for at gøre plads til den nye bygning. Arkitekt på bygningen var Sir Aston Webb, der senere skulle blive berømt for at stå for den ny facade på Buckingham Palace i London. Bygningen var endeligt færdig til indvielse af kong George 5. i 1911. Det er muligt at den oprindelige intention var til brug for det kongelige videnskabsakademi, men der gik ikke lang tid inden at den engelske premierløjtnant af Irland fra sin position på Dublin Slot fattede interesse for bygningen. Den blev valgt som den lokalitet for det første møde i det sydirske parlament, der blev skabt under Irlands Regeringslov i 1920, der blev holdt i juni 1921. Den planlagte officielle åbning af parlamentet blev en fiasko, da kun de fire unionistiske parlamentsmedlemmer samt et par få senatsmedlemmer dukkede op, resten boykottede åbningen. De sydirske kamre blev suspenderet på ubestemt tid (skønt at i processen der foregik under den anglo-irske traktat foregik 14.januar 1922 et møde for valgte parlamentsmedlemmer til Sydirland for at ratificere aftalen.
Med skabelsen af den irske fristat i 1922 blev Leinster House, der ligger lige ved siden af og var lokale for Royal Dublin Society, provisorisk sæde for fristatens parlament – Oireachtas of Saorstát Éireann. De udøvende organer i den irske fristat beslaglagde med det samme lokalerne til brug som kontorer midlertidigt. I 1924 besluttede regeringen at købe Royal Dublin Society ud af Leinster House med det samme og ved samme lejlighed blev det også besluttet at det kongelige videnskabsakademi også skulle tages i permanent regeringsbrug.

## De originale regeringsbygninger (1922-1991)
I perioden fra 1922 til 1991 blev det tidligere Videnskabskollegie delt ind i en masse undersektioner. Højre fløj i forhold til hovedindgangen blev brugt som præsidentkontor (Department of President), i 1938 omdøbt til Taoiseach-kontoret. Kammeradvokaten, justitskontoret og andre kontorer fyldte også denne fløj. Hele den sydlige fløj blev beboet af finanskontoret. Den centrale blok under kuppelen, blev brugt af det kongelige videnskabsakademi, og senere da det blev forlagt til University College Dublin, blev det brugt af studenter fra ingeniør-fakultetetet. Henover årene er flere af kontorerne rykket ud i specialindrettede kontorer i byen, hvilket efterlod den nordlige fløj til Taoiseach, regeringssekretariatet og kammeradvokaten. 

## De nutidige regeringsbygninger
Som følge af den gradvis trangere plads besluttede Taoiseach Garret FitzGerald, i midten af 1980´erne, at forvandle hele bygningen til regeringstjenstlige formål. Denne politik blev fortsat af hans efterfølger i hvervet, Charles Haughey, der fik staten til at sælge en hel række af Georgianske huse langs Merrion Street, der ellers havde været i statens besiddelse for at finansiere ombygningen. Prisen var 17 mio pund. Derudover blev der bygget et nyt ingeniør-fakultet på Belfield Campus, Dublin for 10 millioner pund. 
Det meste af det oprindelige interiør er gået tabt i skabelsen af et regeringskontor der er det nyeste af det nyeste. Haughey flyttede endeligt ind i bygningen i 1991. Kritikere af det enorme forbrug gav bygningen øgenavnet Chaz Mahal (Charles som Chaz). Kritikken forstummede dog hurtigt og bygningen vandt store arkitektpriser for dens design og den britiske premierminister John Major roste den til skyerne da han besøgte hans kollega Taoiseach Albert Reynolds. Indgangshallen er domineret af lys der falder ned igennem Evie Hones berømte glasmaleri ''My four green fields''.
Den nye bygning var med det nyeste af det nyeste udstyr og det flotteste kontor for såvel Taoiseach som hans folk, med visuelle mødelokaler, med ny kantine, en helikopter landingsplads og endelig et nyt presselokale. Oprindeligt havde det også været meningen at rådet for offentlige anliggender skulle have et nyt mødelokale. Imidlertid fortsatte regeringen med at mødes i kammerrådet hvor alle irske regeringer siden 1922 havde mødtes.
53°20′21″N 6°15′13″V / 53.33917°N 6.25361°V